# Litoral (provins i Bolivia)

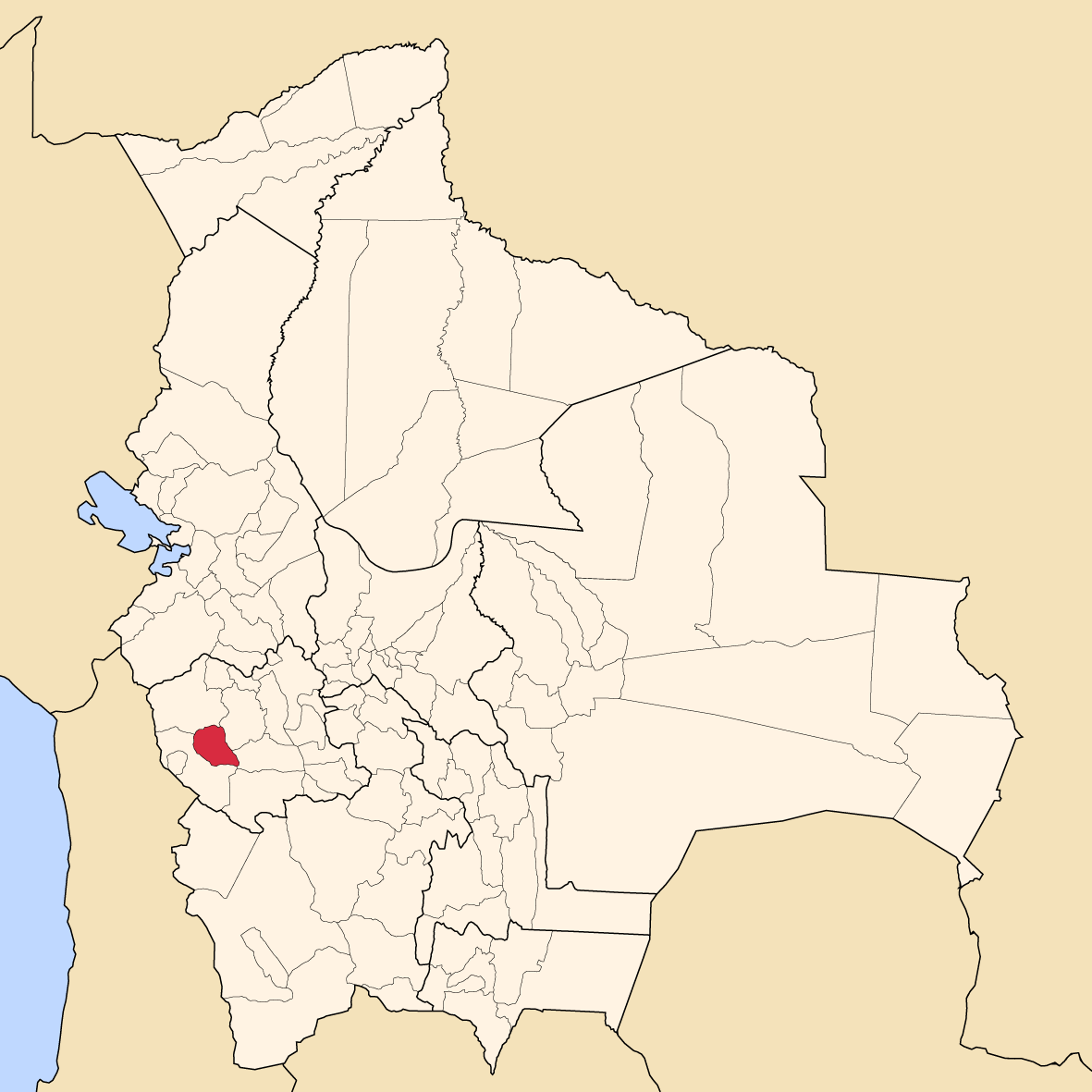
Provinsens läge i Bolivia

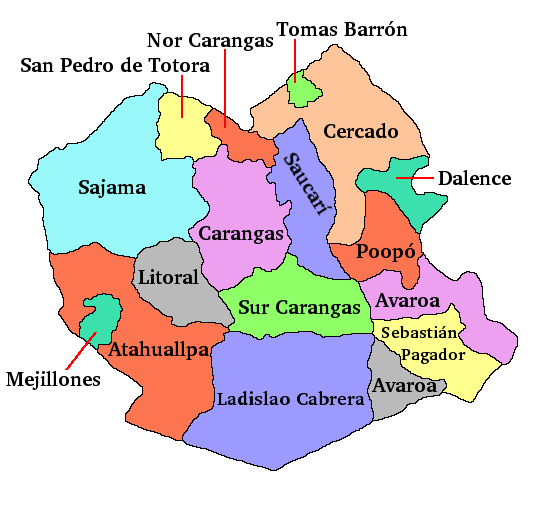
Provinser i Oruro

Litoral är en provins i departementet Oruro i Bolivia. Den administrativa huvudorten är Huachacalla.